# Hjortö sund
Hjortö sund är ett sund i Finström och Saltvik på Åland. Öster om sundet ligger byn Hjortö i Saltvik och i väster byn Bartsgårdaberget i Finström. Sundet är som smalast cirka 150 meter. Den 3 meter djupa farleden Färjsund–Bartsgårda går in i sundet och slutar vid arkitekten Lars Soncks Lasses villa på Bartsgårdaberget.
Hjortö sund har i norr den instängda Ödkarbyviken och i söder Färjsundet i som leder vidare mot Lumparn.